# 큐오 (래퍼)
큐오(1997년 10월 12일 ~ )는 대한민국의 래퍼, 댄서다.

## 방송
- 하고싶은말을해라 1 (2020) - Top16

## 음반
- 해석 (2020)
- 술한잔 (2020)
- Um (2020)
- 노아 (2020)
- 백발백중 (2020)
- Color (2020)